# Крушение A-20 на Коноваловском увале
Крушение A-20 на Коноваловском увале — авиационное происшествие с самолётом A-20 Бостон, произошедшее 13 сентября 1943 года на Коноваловском увале, в Свердловской области, в 50-ти километрах на юго-запад от Свердловска. На борту находились трое военнослужащих. Все погибли.

## Местоположение
Место крушения самолёта расположено на территории Нижнесергинского района Свердловской области, но почти на границе с Ревдинским районом. Не так далеко отсюда расположена популярная среди туристов гора Шунут.

## Обнаружение
Обломки самолёта нашли поисковики под руководством исследователя Владимира Рыкшина в мае 2012 года. Среди находок была часть фюзеляжа с надписью «Made in USA».
В июле того же 2012 года здесь побывали представители нескольких поисковых организаций.
В архиве Управления ФСБ по Свердловской области исследователи нашли сообщение, датированное октябрём 1950 года. В нём говорилось, что в 43 км от города Ревды охотником Рыжанковым был обнаружен разбившийся самолет:
Выехавшими на место падения самолёта оперработниками Министерства Государственной Безопасности (МГБ) было установлено, что действительно в районе Нижнесергинской лесной дачи находится разбившийся двухмоторный самолёт, детали которого были разбросаны в радиусе 100-120 м от места падения. Самолёт имел на вооружении пять пулемётов, на одном из его моторов были видны номер и надпись на иностранном языке. Рядом с самолётом находились останки трёх человек. По ним удалось определить, что один из членов экипажа был одет в кожаную куртку, а на другом была шинель. Здесь же были найдены погон старшего сержанта и полевая сумка с документами. Имевшиеся в ней бумаги истлели, поэтому прочитать их не удалось. На месте гибели самолёта были обнаружены также обложки двух партийных билетов с надписью «Черниговский областной комитет ВКП(б)У», кобура от пистолета и обойма к нему

## Крушение
Бомбардировщиков Дуглас А-20 (английское название «Бостон»), один из которых разбился на Коноваловском увале, в СССР попала 2771 единица. Их поставляли через Аляску и Иран. Это был самый распространённый в советской авиации иностранный бомбардировщик.
13 сентября 1943 года самолёт А-20 вылетел из Свердловска в Казань для разведки погоды. Экипаж относился к 453-му бомбардировочному авиаполку.
На борту было три члена экипажа:
- командир звена, лейтенант Илья Борисович Чупаков, 1911 г.р., уроженец села Малая Орловка Ростовской области;
- штурман звена, старший лейтенант Василий Филиппович Чабанюк, 1920 г.р., уроженец села Кустовка Каменец-Подольской области УССР;
- воздушный стрелок-радист, сержант Никита Андреевич Карачун, 1919 г.р., уроженец села Ярославка Каменец-Подольской области УССР.

Причина крушения самолёта точно не известна. Может быть это произошло из-за сложных метеоусловий и плохой видимости (самолёт мог задеть кроны деревьев на горе из-за тумана). А может быть заклинило двигатель. На месте поисковики нашли шатун двигателя со сломом, что и подтолкнуло исследователей ко второй версии.

## 
Во время первой экспедиции Владимира Рыкшина поисковикам попадались останки лётчиков. Их собрали и захоронили на месте, поставив тут крест. Повторная экспедиция летом того же года обнаружила ещё некоторые останки. Их с почестями захоронили в июне 2013 года на Широкореченском кладбище в городе Екатеринбурге недалеко от памятника Неизвестному солдату, спустя 70 лет после катастрофы.